# آزادراه کنارگذر شمالی مشهد
آزادراه کنارگذر شمالی مشهد آزادراهی در مشهد در استان خراسان‌رضوی در شمال‌شرقی ایران است که در پاییز ۱۳۹۱ توسط رئیس‌جمهور وقت (احمدی‌نژاد) افتتاح شد.
به‌زودی آزادراه مشهد-چناران که بخشی از آزادراه مشهد-بجنورد-گرگان است و اکنون دردست احداث است ، به این آزادراه متصل خواهدشد.

## مسیر
| در دست احداث بطرف چناران-قوچان-بجنورد-گرگان |                                                                  |
|                                             | جاده ۲۲ · غرب بطرف گلبهار-قوچان-بجنورد-گرگان · شرق بطرف توس-مشهد |
| ایستگاه عوارضی                              |                                                                  |
|                                             | جاده کلات شمال بطرف کلات جنوب بطرف مشهد                          |
| ایستگاه عوارضی                              |                                                                  |
|                                             | غرب بطرف رضویه-مشهد · شرق بطرف جاده ۲۲                           |
|                                             | جاده ۲۲ · غرب بطرف رضویه-مشهد · شرق بطرف سرخس                    |
| ایستگاه عوارضی                              |                                                                  |
|                                             | جاده ۹۷ · شمال بطرف مشهد · جنوب بطرف فریمان-تربت جام-تایباد      |
|                                             | آزادراه حرم تا حرم جنوب بطرف باغچه-نیشابور-تهران شمال بطرف مشهد  |
| از شرق به غرب                               |                                                                  |